# Copa do Mundo FIFA Sub-20 de 2023
A Copa do Mundo FIFA Sub-20 de 2023 foi a vigésima terceira edição do torneio internacional bienal disputado por seleções nacionais para jogadores com até 20 anos de idade. 
Incialmente seria realizado na Indonésia em 2021, mas devido a pandemia de COVID-19 a competição foi cancelada e a Indonésia recebeu o direito de sediar em 2023 após decisão em 24 de dezembro de 2020. No entanto, a FIFA retirou o país asiático como sede em 29 de março de 2023 em meio a protestos contra a participação de Israel. Em 17 de abril de 2023, a FIFA anunciou a Argentina como nova sede do torneio.
O Uruguai conquistou o seu primeiro título na categoria ao vencer a Itália na final por 1–0.

## Qualificação
Um total de 24 equipes participam da competição. Além do país-sede, outras 23 seleções se classificaram em seis competições continentais distintas.
República Dominicana e Israel fizeram sua estreia na competição. Esta foi a primeira qualificação da República Dominicana para um torneio da FIFA. Tendo se classificado para a Copa do Mundo FIFA de 1970 por meio da qualificação asiática, este foi o primeiro torneio da FIFA em que Israel se classificou como representante europeu.
A Argentina se classificou para o torneio como país-sede no lugar da Indonésia, embora originalmente não tenha conseguido se classificar pelo Campeonato Sul-Americano Sub-20.
| Confederação                                  | Torneio qualificatório                  | Seleção              | Aparição | Última | Melhor resultado anterior                                       |
| --------------------------------------------- | --------------------------------------- | -------------------- | -------- | ------ | --------------------------------------------------------------- |
| AFC (Ásia)                                    | Campeonato Asiático Sub-20 de 2023      | Iraque               | 5ª       | 2013   | 4⁰ lugar (2013)                                                 |
| AFC (Ásia)                                    | Campeonato Asiático Sub-20 de 2023      | Uzbequistão          | 5ª       | 2015   | Quartas de final (2013, 2015)                                   |
| AFC (Ásia)                                    | Campeonato Asiático Sub-20 de 2023      | Coreia do Sul        | 16ª      | 2019   | Vice-campeão (2019)                                             |
| AFC (Ásia)                                    | Campeonato Asiático Sub-20 de 2023      | Japão                | 11ª      | 2019   | Vice-campeão (1999)                                             |
| CAF (África)                                  | Campeonato Africano Sub-20 de 2023      | Senegal              | 4ª       | 2019   | 4⁰ lugar (2015)                                                 |
| CAF (África)                                  | Campeonato Africano Sub-20 de 2023      | Nigéria              | 13ª      | 2019   | Vice-campeão (1989, 2005)                                       |
| CAF (África)                                  | Campeonato Africano Sub-20 de 2023      | Gâmbia               | 2ª       | 2007   | Oitavas de final (2007)                                         |
| CAF (África)                                  | Campeonato Africano Sub-20 de 2023      | Tunísia              | 3ª       | 1985   | Fase de Grupos (1977, 1985)                                     |
| CONCACAF (América do Norte, Central e Caribe) | Campeonato da CONCACAF Sub-19 de 2022   | República Dominicana | 1ª       | –      | Estreante                                                       |
| CONCACAF (América do Norte, Central e Caribe) | Campeonato da CONCACAF Sub-19 de 2022   | Guatemala            | 2ª       | 2011   | Oitavas de final (2011)                                         |
| CONCACAF (América do Norte, Central e Caribe) | Campeonato da CONCACAF Sub-19 de 2022   | Honduras             | 9ª       | 2019   | Fase de grupos (1977, 1995, 1999, 2005, 2009, 2015, 2017, 2019) |
| CONCACAF (América do Norte, Central e Caribe) | Campeonato da CONCACAF Sub-19 de 2022   | Estados Unidos       | 17ª      | 2019   | Quartas de final (1989)                                         |
| CONMEBOL (América do Sul)                     | País sede                               | Argentina            | 16ª      | 2019   | Campeã (1979, 1995, 1997, 2001, 2005 e 2007)                    |
| CONMEBOL (América do Sul)                     | Campeonato Sul-Americano Sub-20 de 2023 | Brasil               | 19ª      | 2015   | Campeão (1983, 1985, 1993, 2003, 2011)                          |
| CONMEBOL (América do Sul)                     | Campeonato Sul-Americano Sub-20 de 2023 | Colômbia             | 11ª      | 2019   | 3º lugar (2003)                                                 |
| CONMEBOL (América do Sul)                     | Campeonato Sul-Americano Sub-20 de 2023 | Equador              | 5ª       | 2019   | 3º lugar (2019)                                                 |
| CONMEBOL (América do Sul)                     | Campeonato Sul-Americano Sub-20 de 2023 | Uruguai              | 16ª      | 2019   | Vice-campeão (1997, 2013)                                       |
| OFC (Oceania)                                 | Campeonato Sub-19 da OFC de 2022        | Fiji                 | 2ª       | 2015   | Fase de grupos (2015)                                           |
| OFC (Oceania)                                 | Campeonato Sub-19 da OFC de 2022        | Nova Zelândia        | 7ª       | 2019   | Oitavas de final (2015, 2017, 2019)                             |
| UEFA (Europa)                                 | Campeonato Europeu Sub-19 de 2022       | Inglaterra           | 12ª      | 2017   | Campeão (2017)                                                  |
| UEFA (Europa)                                 | Campeonato Europeu Sub-19 de 2022       | França               | 8ª       | 2019   | Campeão (2013)                                                  |
| UEFA (Europa)                                 | Campeonato Europeu Sub-19 de 2022       | Israel               | 1ª       | –      | Estreante                                                       |
| UEFA (Europa)                                 | Campeonato Europeu Sub-19 de 2022       | Itália               | 8ª       | 2019   | 3º lugar (2017)                                                 |
| UEFA (Europa)                                 | Campeonato Europeu Sub-19 de 2022       | Eslováquia           | 2ª       | 2003   | Oitavas de final (2003)                                         |

## Sedes
La Plata, Mendoza, San Juan e Santiago del Estero foram as quatro cidades que sediaram o torneio.
| Estádio Ciudad de La Plata                                                                 | Estádio Único Madre de Ciudades |
| Capacidade: 53 000                                                                         | Capacidade: 42 000              |
|                                                                                            |                                 |
| La Plata Santiago del Estero Mendoza San JuanCopa do Mundo FIFA Sub-20 de 2023 (Argentina) |                                 |
| Mendoza                                                                                    | San Juan                        |
| Estádio Malvinas Argentinas                                                                | Estádio del Bicentenario        |
| Capacidade: 42 000                                                                         | Capacidade: 25 286              |
|                                                                                            |                                 |

## Arbitragem
Esta é a lista de árbitros e assistentes que atuaram no torneio:
| Confederação | Árbitros                       | Assistentes                                                | Árbitros de vídeo | Árbitros reservas           |
| ------------ | ------------------------------ | ---------------------------------------------------------- | --- | --------------------------- |
| AFC          | JPN Yusuke Araki               | JPN Jun Mihara JPN Takumi Takagi                           | KOR Kim Jong-hyeok THA Sivakorn Pu-udom UAE Ahmad Muhammad Darwish                                                       | KUW Ahmad Al-Ali            |
| AFC          | KSA Mohammed Al-Hoish          | KSA Khalaf Zayid Al-Shammari KSA Yasir Abdullah Al-Sultan  | KOR Kim Jong-hyeok THA Sivakorn Pu-udom UAE Ahmad Muhammad Darwish                                                       | KUW Ahmad Al-Ali            |
| AFC          | QAT Salman Falahi              | QAT Ramzan Sa'id An-Nu'aimi QAT Majid Hudairis Al-Shammari | KOR Kim Jong-hyeok THA Sivakorn Pu-udom UAE Ahmad Muhammad Darwish                                                       | KUW Ahmad Al-Ali            |
| CAF          | EGY Mohamed Marouf             | MAR Zakaria Brinsi ALG Abbas Akram Zarhouni                | EGY Umar Ahmad Abdulrahim Al-Shinawi MAR Hamza Al-Fariq                                                                  | MTN Abdulaziz Muhammad Bouh |
| CAF          | RSA Abongile Tom               | ANG Ivanildo Lopes STP Abelmiro Monte Negro                | EGY Umar Ahmad Abdulrahim Al-Shinawi MAR Hamza Al-Fariq                                                                  | MTN Abdulaziz Muhammad Bouh |
| CAF          | SEN Issa Sy                    | SEN Nouha Bangoura CIV Adou Hermann Désiré Ngoh            | EGY Umar Ahmad Abdulrahim Al-Shinawi MAR Hamza Al-Fariq                                                                  | MTN Abdulaziz Muhammad Bouh |
| CONCACAF     | CRC Juan Gabriel Calderón      | CRC William Arrieta NCA Henry Pupiro                       | MEX Adonai Escobedo NCA Tatiana Guzmán USA Timothy Ford                                                                  | GUA Bryan López             |
| CONCACAF     | JAM Oshane Nation              | JAM Ojay Duhaney JAM Jassett Kerr-Wilson                   | MEX Adonai Escobedo NCA Tatiana Guzmán USA Timothy Ford                                                                  | GUA Bryan López             |
| CONCACAF     | MEX Marco Ortiz                | MEX Enrique Bustos MEX Jorge Sánchez                       | MEX Adonai Escobedo NCA Tatiana Guzmán USA Timothy Ford                                                                  | GUA Bryan López             |
| CONMEBOL     | ARG Yael Falcón                | ARG Maximiliano Del Yesso ARG Facundo Rodríguez            | ARG Germán Delfino BRA Rodolpho Toski CHI Juan Lara ECU Carlos Orbe                                                      | VEN Yender Herrera          |
| CONMEBOL     | BRA Ramon Abatti               | BRA Rafael Alves BRA Guilherme Camilo                      | ARG Germán Delfino BRA Rodolpho Toski CHI Juan Lara ECU Carlos Orbe                                                      | VEN Yender Herrera          |
| CONMEBOL     | CHI Piero Maza                 | CHI Claudio Urrutia CHI Alejandro Molina                   | ARG Germán Delfino BRA Rodolpho Toski CHI Juan Lara ECU Carlos Orbe                                                      | VEN Yender Herrera          |
| CONMEBOL     | COL Jhon Ospina                | COL John León COL John Gallego                             | ARG Germán Delfino BRA Rodolpho Toski CHI Juan Lara ECU Carlos Orbe                                                      | VEN Yender Herrera          |
| OFC          | NZL Campbell-Kirk Kawana-Waugh | TGA Folio Moeaki SOL Bernard Mutukera                      | | FIJ Veer Singh              |
| UEFA         | ESP José María Sánchez         | ESP Raúl Cabanero Martínez ESP Iñigo López de Ceraín       | ESP Guillermo Cuadra Fernández FRA Willy Delajod ITA Aleandro Di Paolo POR Luis Godinho NED Dennis Higler SUI Fedayi San | LTU Donatas Rumšas          |
| UEFA         | FRA François Letexier          | FRA Cyril Mugnier FRA Mehdi Rahmouni                       | ESP Guillermo Cuadra Fernández FRA Willy Delajod ITA Aleandro Di Paolo POR Luis Godinho NED Dennis Higler SUI Fedayi San | LTU Donatas Rumšas          |
| UEFA         | NED Serdar Gözübüyük           | NED Erwin Zeinstra NED Johan Balder                        | ESP Guillermo Cuadra Fernández FRA Willy Delajod ITA Aleandro Di Paolo POR Luis Godinho NED Dennis Higler SUI Fedayi San | LTU Donatas Rumšas          |
| UEFA         | SWE Glenn Nyberg               | SWE Mahbod Beigi SWE Andreas Söderkvist                    | ESP Guillermo Cuadra Fernández FRA Willy Delajod ITA Aleandro Di Paolo POR Luis Godinho NED Dennis Higler SUI Fedayi San | LTU Donatas Rumšas          |
| UEFA         | TUR Halil Umut Meler           | TUR Mustafa Emre Eyisoy TUR Kerem Ersoy                    | ESP Guillermo Cuadra Fernández FRA Willy Delajod ITA Aleandro Di Paolo POR Luis Godinho NED Dennis Higler SUI Fedayi San | LTU Donatas Rumšas          |

## Sorteio
O sorteio dos grupos foi realizado em 21 de abril, na sede da FIFA, em Zurique, na Suíça.
As 24 equipes foram divididas em seis grupos de quatro equipes, com a anfitriã automaticamente classificada para o Pote 1 e colocada na primeira posição do Grupo A, enquanto as equipes restantes foram classificadas em seus respectivos potes com base em seus resultados nas últimas cinco edições da Copa do Mundo Sub-20 (torneios mais recentes com maior peso), com pontos de bônus concedidos aos campeões das confederações.
O sorteio começou com as equipes do Pote 1 sorteadas primeiro, com os times dos Pote 2, 3 e 4 precisando pular grupos, se necessário, para evitar confronto geográfico e não haver grupos com duas seleções de uma mesma confederação.
| Pote 1                                                                       | Pote 2                                                                     | Pote 3                                                     | Pote 4                                                                      |
| ---------------------------------------------------------------------------- | -------------------------------------------------------------------------- | ---------------------------------------------------------- | --------------------------------------------------------------------------- |
| - Argentina (como A1) - Uruguai - Estados Unidos - França - Senegal - Itália | - Inglaterra - Coreia do Sul - Nova Zelândia - Brasil - Colômbia - Equador | - Nigéria - Uzbequistão - Japão - Iraque - Honduras - Fiji | - Guatemala - República Dominicana - Gâmbia - Israel - Eslováquia - Tunísia |

## Elencos
Jogadores nascidos entre 1º de janeiro de 2003 e 31 de dezembro de 2007 estavam elegíveis para competir no torneio.
Cada equipe deveria nomear um elenco preliminar de 22 a 50 jogadores. Do elenco preliminar, a equipe nomeou um elenco final de 21 jogadores (três dos quais devem ser goleiros) até o prazo da FIFA. Os jogadores do plantel final poderiam ser substituídos por um jogador do plantel preliminar devido a lesão grave ou doença até 24 horas antes do início do primeiro jogo na competição.

## Fase de grupos
Os dois primeiros colocados de cada grupo e os quatro melhores terceiros colocados avançaram para as oitavas de final.

### Critérios de desempate
As classificações das equipes em cada grupo são determinadas da seguinte forma (artigo 17.7 do regulamento):
1. pontos obtidos em todas as partidas do grupo;
2. saldo de gols em todas as partidas do grupo;
3. número de golos marcados em todos os jogos do grupo;

Se duas ou mais equipes ficarem igualadas com base nos três critérios acima, suas classificações são determinadas por:
1. pontos obtidos nas partidas do grupo entre as equipes em questão;
2. saldo de gols nas partidas do grupo entre as equipes em questão;
3. número de gols marcados nas partidas da fase de grupos entre as equipes em questão;
4. pontos de fair play:  - primeiro cartão amarelo: menos um ponto;
  - cartão vermelho indireto (segundo cartão amarelo): menos três pontos;
  - cartão vermelho direto: menos quatro pontos;
  - cartão amarelo e cartão vermelho direto: menos cinco pontos;
5. sorteio do Comitê Organizador da FIFA.

Todas as partidas seguem o fuso horário local (UTC−3).

### Grupo A
| Pos | Equipe        | Pts | J | V | E | D | GP | GC | SG | Classificado |
| --- | ------------- | --- | - | - | - | - | -- | -- | -- | ------------ |
| 1   | Argentina     | 9   | 3 | 3 | 0 | 0 | 10 | 1  | +9 | Fase final   |
| 2   | Uzbequistão   | 4   | 3 | 1 | 1 | 1 | 5  | 4  | +1 | Fase final   |
| 3   | Nova Zelândia | 4   | 3 | 1 | 1 | 1 | 3  | 7  | −4 | Fase final   |
| 4   | Guatemala     | 0   | 3 | 0 | 0 | 3 | 0  | 6  | −6 |              |

| 20 de maio | Guatemala | 0 – 1     | Nova Zelândia | Estádio Único, Santiago del Estero        |
| 15:00      |           | Relatório | Garbett 80'   | Público: 15 100 Árbitro: RSA Abongile Tom |

| 20 de maio | Argentina               | 2 – 1     | Uzbequistão       | Estádio Único, Santiago del Estero             |
| 18:00      | Véliz 27' · Carboni 41' | Relatório | Makhamadjonov 23' | Público: 37 233 Árbitro: FRA François Letexier |

| 23 de maio | Uzbequistão                   | 2 – 2     | Nova Zelândia             | Estádio Único, Santiago del Estero         |
| 15:00      | Fayzullaev 51' · Esanov 90+3' | Relatório | Wallace 23' · Herdman 41' | Público: 12 243 Árbitro: JAM Oshane Nation |

| 23 de maio | Argentina                              | 3 – 0     | Guatemala | Estádio Único, Santiago del Estero            |
| 18:00      | Véliz 17' · Romero 65' · Perrone 90+8' | Relatório |           | Público: 37 033 Árbitro: TUR Halil Umut Meler |

| 26 de maio | Uzbequistão        | 2 – 0     | Guatemala | Estádio Único, Santiago del Estero          |
| 18:00      | Nematjonov 9', 20' | Relatório |           | Público: 15 357 Árbitro: EGY Mohamed Marouf |

| 26 de maio | Nova Zelândia | 0 – 5     | Argentina                                                                      | Estádio del Bicentenario, San Juan         |
| 18:00      |               | Relatório | Maestro Puch 14' · Infantino 17' · Romero 35' · Aguirre 50' (pen.) · Véliz 87' | Público: 27 836 Árbitro: QAT Salman Falahi |

### Grupo B
| Pos | Equipe         | Pts | J | V | E | D | GP | GC | SG  | Classificado |
| --- | -------------- | --- | - | - | - | - | -- | -- | --- | ------------ |
| 1   | Estados Unidos | 9   | 3 | 3 | 0 | 0 | 6  | 0  | +6  | Fase final   |
| 2   | Equador        | 6   | 3 | 2 | 0 | 1 | 11 | 2  | +9  | Fase final   |
| 3   | Eslováquia     | 3   | 3 | 1 | 0 | 2 | 5  | 4  | +1  | Fase final   |
| 4   | Fiji           | 0   | 3 | 0 | 0 | 3 | 0  | 16 | −16 |              |

| 20 de maio | Estados Unidos | 1 – 0     | Equador | Estádio del Bicentenario, San Juan         |
| 15:00      | Gómez 90+3'    | Relatório |         | Público: 14 865 Árbitro: QAT Salman Falahi |

| 20 de maio | Fiji | 0 – 4     | Eslováquia                                       | Estádio del Bicentenario, San Juan  |
| 18:00      |      | Relatório | Gaži 17' · Szolgai 25' · Gajdoš 70' · Jambor 79' | Público: 9 359 Árbitro: SEN Issa Sy |

| 23 de maio | Estados Unidos                      | 3 – 0     | Fiji | Estádio del Bicentenario, San Juan         |
| 15:00      | Luna 66' · Cowell 88' · Wiley 90+9' | Relatório |      | Público: 8 017 Árbitro: EGY Mohamed Marouf |

| 23 de maio | Equador                   | 2 – 1     | Eslováquia  | Estádio del Bicentenario, San Juan             |
| 18:00      | Cuero 45+1' · Klinger 59' | Relatório | Szolgai 29' | Público: 13 919 Árbitro: KSA Mohammed Al-Hoish |

| 26 de maio | Equador                                                                                                | 9 – 0     | Fiji | Estádio Único, Santiago del Estero       |
| 15:00      | Páez 7' · Klinger 34' · Cuero 36', 45+6' · Minda 66', 85' · Chamba 89' · Zambrano 90+6' (pen.), 90+10' | Relatório |      | Público: 9 958 Árbitro: JPN Yusuke Araki |

| 26 de maio | Eslováquia | 0 – 2     | Estados Unidos              | Estádio del Bicentenario, San Juan        |
| 15:00      |            | Relatório | Cowell 38' · Tsakiris 90+6' | Público: 15 059 Árbitro: BRA Ramon Abatti |

### Grupo C
| Pos | Equipe   | Pts | J | V | E | D | GP | GC | SG | Classificado |
| --- | -------- | --- | - | - | - | - | -- | -- | -- | ------------ |
| 1   | Colômbia | 7   | 3 | 2 | 1 | 0 | 5  | 3  | +2 | Fase final   |
| 2   | Israel   | 4   | 3 | 1 | 1 | 1 | 4  | 4  | 0  | Fase final   |
| 3   | Japão    | 3   | 3 | 1 | 0 | 2 | 3  | 4  | −1 |              |
| 4   | Senegal  | 2   | 3 | 0 | 2 | 1 | 2  | 3  | −1 |              |

| 21 de maio | Israel              | 1 – 2     | Colômbia                       | Estádio Ciudad de La Plata, La Plata              |
| 15:00      | Turgeman 57' (pen.) | Relatório | Cortés 74' (pen.) · Puerta 90' | Público: 7 613 Árbitro: CRC Juan Gabriel Calderón |

| 21 de maio | Senegal | 0 – 1     | Japão       | Estádio Ciudad de La Plata, La Plata         |
| 18:00      |         | Relatório | Matsuki 15' | Público: 8 625 Árbitro: NED Serdar Gözübüyük |

| 24 de maio | Senegal     | 1 – 1     | Israel                | Estádio Ciudad de La Plata, La Plata    |
| 15:00      | P. Diop 80' | Relatório | B. N'Diaye 58' (g.c.) | Público: 2 078 Árbitro: ARG Yael Falcón |

| 24 de maio | Japão      | 1 – 2     | Colômbia                 | Estádio Ciudad de La Plata, La Plata           |
| 18:00      | Yamane 30' | Relatório | Asprilla 53' · Ángel 59' | Público: 3 768 Árbitro: ESP José María Sánchez |

| 27 de maio | Colômbia     | 1 – 1     | Senegal    | Estádio Ciudad de La Plata, La Plata          |
| 18:00      | Cortés 90+5' | Relatório | Camara 30' | Público: 15 825 Árbitro: TUR Halil Umut Meler |

| 27 de maio | Japão          | 1 – 2     | Israel                  | Estádio Malvinas Argentinas, Mendoza   |
| 18:00      | Sakamoto 45+1' | Relatório | Navi 76' · Senior 90+2' | Público: 7 581 Árbitro: CHI Piero Maza |

### Grupo D
| Pos | Equipe               | Pts | J | V | E | D | GP | GC | SG  | Classificado |
| --- | -------------------- | --- | - | - | - | - | -- | -- | --- | ------------ |
| 1   | Brasil               | 6   | 3 | 2 | 0 | 1 | 10 | 3  | +7  | Fase final   |
| 2   | Itália               | 6   | 3 | 2 | 0 | 1 | 6  | 4  | +2  | Fase final   |
| 3   | Nigéria              | 6   | 3 | 2 | 0 | 1 | 4  | 3  | +1  | Fase final   |
| 4   | República Dominicana | 0   | 3 | 0 | 0 | 3 | 1  | 11 | −10 |              |

| 21 de maio | Nigéria                             | 2 – 1     | República Dominicana | Estádio Malvinas Argentinas, Mendoza      |
| 15:00      | De Peña 31' (g.c.) · Sam. Lawal 71' | Relatório | Azcona 23' (pen.)    | Público: 21 647 Árbitro: JPN Yusuke Araki |

| 21 de maio | Itália                              | 3 – 2     | Brasil                   | Estádio Malvinas Argentinas, Mendoza     |
| 18:00      | Prati 11' · Casadei 28', 35' (pen.) | Relatório | Marcos Leonardo 72', 87' | Público: 35 531 Árbitro: MEX Marco Ortiz |

| 24 de maio | Itália | 0 – 2     | Nigéria                       | Estádio Malvinas Argentinas, Mendoza   |
| 15:00      |        | Relatório | Sal. Lawal 61' · Sunday 90+5' | Público: 5 701 Árbitro: CHI Piero Maza |

| 24 de maio | Brasil | 6 – 0     | República Dominicana | Estádio Malvinas Argentinas, Mendoza          |
| 18:00      | Sávio 37' · Marcos Leonardo 38' · Jean Pedroso 57' · Giovane 82' · Marlon Gomes 90+2' · Matheus Martins 90+3' | Relatório |                      | Público: 7 253 Árbitro: FRA François Letexier |

| 27 de maio | Brasil                              | 2 – 0     | Nigéria | Estádio Ciudad de La Plata, La Plata          |
| 15:00      | Jean Pedroso 43' · Marquinhos 45+2' | Relatório |         | Público: 29 134 Árbitro: NED Serdar Gözübüyük |

| 27 de maio | República Dominicana | 0 – 3     | Itália                           | Estádio Malvinas Argentinas, Mendoza          |
| 15:00      |                      | Relatório | Casadei 19', 84' · Ambrosino 50' | Público: 6 709 Árbitro: KSA Mohammed Al-Hoish |

### Grupo E
| Pos | Equipe     | Pts | J | V | E | D | GP | GC | SG | Classificado |
| --- | ---------- | --- | - | - | - | - | -- | -- | -- | ------------ |
| 1   | Inglaterra | 7   | 3 | 2 | 1 | 0 | 4  | 2  | +2 | Fase final   |
| 2   | Uruguai    | 6   | 3 | 2 | 0 | 1 | 7  | 3  | +4 | Fase final   |
| 3   | Tunísia    | 3   | 3 | 1 | 0 | 2 | 3  | 2  | +1 | Fase final   |
| 4   | Iraque     | 1   | 3 | 0 | 1 | 2 | 0  | 7  | −7 |              |

| 22 de maio | Inglaterra   | 1 – 0     | Tunísia | Estádio Ciudad de La Plata, La Plata     |
| 15:00      | Scarlett 25' | Relatório |         | Público: 2 765 Árbitro: BRA Ramon Abatti |

| 22 de maio | Uruguai                                                       | 4 – 0     | Iraque | Estádio Ciudad de La Plata, La Plata     |
| 18:00      | Abaldo 38' · Ferrari 48' · Hassan 62' (g.c.) · Matturro 90+2' | Relatório |        | Público: 5 176 Árbitro: SWE Glenn Nyberg |

| 25 de maio | Uruguai                     | 2 – 3     | Inglaterra                                 | Estádio Ciudad de La Plata, La Plata     |
| 15:00      | González 49' · Abaldo 90+9' | Relatório | Humphreys 22' · Devine 45+4' · Gyabi 90+5' | Público: 27 231 Árbitro: MEX Marco Ortiz |

| 25 de maio | Iraque | 0 – 3     | Tunísia                                         | Estádio Ciudad de La Plata, La Plata    |
| 18:00      |        | Relatório | Snana 55' · El Djebali 57' · Ghorbel 86' (pen.) | Público: 8 021 Árbitro: COL Jhon Ospina |

| 28 de maio | Iraque | 0 – 0     | Inglaterra | Estádio Ciudad de La Plata, La Plata                    |
| 15:00      |        | Relatório |            | Público: 12 122 Árbitro: NZL Campbell-Kirk Kawana-Waugh |

| 28 de maio | Tunísia | 0 – 1     | Uruguai               | Estádio Malvinas Argentinas, Mendoza           |
| 15:00      |         | Relatório | González 90+3' (pen.) | Público: 6 497 Árbitro: ESP José María Sánchez |

### Grupo F
| Pos | Equipe        | Pts | J | V | E | D | GP | GC | SG | Classificado |
| --- | ------------- | --- | - | - | - | - | -- | -- | -- | ------------ |
| 1   | Gâmbia        | 7   | 3 | 2 | 1 | 0 | 4  | 2  | +2 | Fase final   |
| 2   | Coreia do Sul | 5   | 3 | 1 | 2 | 0 | 4  | 3  | +1 | Fase final   |
| 3   | França        | 3   | 3 | 1 | 0 | 2 | 5  | 5  | 0  |              |
| 4   | Honduras      | 1   | 3 | 0 | 1 | 2 | 4  | 7  | −3 |              |

| 22 de maio | França               | 1 – 2     | Coreia do Sul                         | Estádio Malvinas Argentinas, Mendoza    |
| 15:00      | Virginius 70' (pen.) | Relatório | Lee Seung-won 22' · Lee Young-jun 64' | Público: 2 671 Árbitro: COL Jhon Ospina |

| 22 de maio | Gâmbia         | 2 – 1     | Honduras    | Estádio Malvinas Argentinas, Mendoza                   |
| 18:00      | Bojang 1', 84' | Relatório | Aceituno 5' | Público: 3 147 Árbitro: NZL Campbell-Kirk Kawana-Waugh |

| 25 de maio | França      | 1 – 2     | Gâmbia                           | Estádio Malvinas Argentinas, Mendoza              |
| 15:00      | Odobert 61' | Relatório | Zoukrou 13' (g.c.) · Sanyang 68' | Público: 5 314 Árbitro: CRC Juan Gabriel Calderón |

| 25 de maio | Coreia do Sul                        | 2 – 2     | Honduras                        | Estádio Malvinas Argentinas, Mendoza     |
| 18:00      | Kim Yong-hak 58' · Park Seung-ho 62' | Relatório | Ochoa 22' (pen.) · Castillo 51' | Público: 6 851 Árbitro: RSA Abongile Tom |

| 28 de maio | Honduras  | 1 – 3     | França                            | Estádio Ciudad de La Plata, La Plata |
| 18:00      | Ramos 15' | Relatório | Virginius 41', 60' · Nzouango 77' | Público: 8 904 Árbitro: SEN Issa Sy  |

| 28 de maio | Coreia do Sul | 0 – 0     | Gâmbia | Estádio Malvinas Argentinas, Mendoza      |
| 18:00      |               | Relatório |        | Público: 7 473 Árbitro: JAM Oshane Nation |

### Melhores terceiros classificados
As melhores quatro seleções terceiro colocadas nos grupos também avançam para as oitavas de final.
| Pos | Grp | Equipe        | Pts | J | V | E | D | GP | GC | SG | Classificado |
| --- | --- | ------------- | --- | - | - | - | - | -- | -- | -- | ------------ |
| 1   | D   | Nigéria       | 6   | 3 | 2 | 0 | 1 | 4  | 3  | +1 | Fase final   |
| 2   | A   | Nova Zelândia | 4   | 3 | 1 | 1 | 1 | 3  | 6  | −3 | Fase final   |
| 3   | B   | Eslováquia    | 3   | 3 | 1 | 0 | 2 | 5  | 4  | +1 | Fase final   |
| 4   | E   | Tunísia       | 3   | 3 | 1 | 0 | 2 | 3  | 2  | +1 | Fase final   |
| 5   | F   | França        | 3   | 3 | 1 | 0 | 2 | 5  | 5  | 0  |              |
| 6   | C   | Japão         | 3   | 3 | 1 | 0 | 2 | 3  | 4  | −1 |              |

## Fase final
Na fase final, se a partida terminasse empatada ao final dos 90 minutos do tempo normal de jogo, seria disputada a prorrogação (dois tempos de 15 minutos cada). Se ainda houvesse empate após a prorrogação, a partida seria decidida na disputa por pênaltis para determinar o vencedor.
Nas oitavas de final, os quatro terceiros colocados enfrentaram os vencedores dos grupos A, B, C e D. Os confrontos específicos envolvendo os terceiros colocados dependem de quais deles se classifiquem para as oitavas de final:
| Equipes terceiras colocadas se classificam dos grupos | Equipes terceiras colocadas se classificam dos grupos | Equipes terceiras colocadas se classificam dos grupos | Equipes terceiras colocadas se classificam dos grupos | Equipes terceiras colocadas se classificam dos grupos | Equipes terceiras colocadas se classificam dos grupos |    | 1A vs | 1B vs | 1C vs | 1D vs |
| ----------------------------------------------------- | ----------------------------------------------------- | ----------------------------------------------------- | ----------------------------------------------------- | ----------------------------------------------------- | ----------------------------------------------------- | -- | ----- | ----- | ----- | ----- |
| A                                                     | B                                                     | C                                                     | D                                                     |                                                       |                                                       | 3C | 3D    | 3A    | 3B    |       |
| A                                                     | B                                                     | C                                                     |                                                       | E                                                     |                                                       | 3C | 3A    | 3B    | 3E    |       |
| A                                                     | B                                                     | C                                                     |                                                       |                                                       | F                                                     | 3C | 3A    | 3B    | 3F    |       |
| A                                                     | B                                                     |                                                       | D                                                     | E                                                     |                                                       | 3D | 3A    | 3B    | 3E    |       |
| A                                                     | B                                                     |                                                       | D                                                     |                                                       | F                                                     | 3D | 3A    | 3B    | 3F    |       |
| A                                                     | B                                                     |                                                       |                                                       | E                                                     | F                                                     | 3E | 3A    | 3B    | 3F    |       |
| A                                                     |                                                       | C                                                     | D                                                     | E                                                     |                                                       | 3C | 3D    | 3A    | 3E    |       |
| A                                                     |                                                       | C                                                     | D                                                     |                                                       | F                                                     | 3C | 3D    | 3A    | 3F    |       |
| A                                                     |                                                       | C                                                     |                                                       | E                                                     | F                                                     | 3C | 3A    | 3F    | 3E    |       |
| A                                                     |                                                       |                                                       | D                                                     | E                                                     | F                                                     | 3D | 3A    | 3F    | 3E    |       |
|                                                       | B                                                     | C                                                     | D                                                     | E                                                     |                                                       | 3C | 3D    | 3B    | 3E    |       |
|                                                       | B                                                     | C                                                     | D                                                     |                                                       | F                                                     | 3C | 3D    | 3B    | 3F    |       |
|                                                       | B                                                     | C                                                     |                                                       | E                                                     | F                                                     | 3E | 3C    | 3B    | 3F    |       |
|                                                       | B                                                     |                                                       | D                                                     | E                                                     | F                                                     | 3E | 3D    | 3B    | 3F    |       |
|                                                       |                                                       | C                                                     | D                                                     | E                                                     | F                                                     | 3C | 3D    | 3F    | 3E    |       |

### Esquema
|  | Oitavas de final                 | Oitavas de final                 |                                  |   | Quartas de final | Quartas de final |                        |                        | Semifinais | Semifinais |  |  | Final | Final |
|  |                                  |                                  |                                  |   |                  |                  |                        |                        |            |            |  |  |       |       |
|  | 30 de maio – Mendoza             |                                  |                                  |   |                  |                  |                        |                        |            |            |  |  |       |       |
|  |                                  |                                  |                                  |   |                  |                  |                        |                        |            |            |  |  |       |       |
|  | Estados Unidos                   | 4                                |                                  |   |                  |                  |                        |                        |            |            |  |  |       |       |
|  | Estados Unidos                   | 4                                | 4 de junho – Santiago del Estero |   |                  |                  |                        |                        |            |            |  |  |       |       |
|  | Nova Zelândia                    | 0                                |                                  |   |                  |                  |                        |                        |            |            |  |  |       |       |
|  | Nova Zelândia                    | 0                                | Estados Unidos                   | 0 |                  |                  |                        |                        |            |            |  |  |       |       |
|  | 1 de junho – Santiago del Estero |                                  | Estados Unidos                   | 0 |                  |                  |                        |                        |            |            |  |  |       |       |
|  |                                  | Uruguai                          | 2                                |   |                  |                  |                        |                        |            |            |  |  |       |       |
|  | Gâmbia                           | Uruguai                          | 2                                | 0 |                  |                  |                        |                        |            |            |  |  |       |       |
|  | Gâmbia                           |                                  | 8 de junho – La Plata            | 0 |                  |                  |                        |                        |            |            |  |  |       |       |
|  | Uruguai                          | 1                                |                                  |   |                  |                  |                        |                        |            |            |  |  |       |       |
|  | Uruguai                          | 1                                | Uruguai                          | 1 |                  |                  |                        |                        |            |            |  |  |       |       |
|  | 30 de maio – Mendoza             |                                  | Uruguai                          | 1 |                  |                  |                        |                        |            |            |  |  |       |       |
|  |                                  | Israel                           | 0                                |   |                  |                  |                        |                        |            |            |  |  |       |       |
|  | Uzbequistão                      | Israel                           | 0                                | 0 |                  |                  |                        |                        |            |            |  |  |       |       |
|  | Uzbequistão                      | 3 de junho – San Juan            |                                  | 0 |                  |                  |                        |                        |            |            |  |  |       |       |
|  | Israel                           | 1                                |                                  |   |                  |                  |                        |                        |            |            |  |  |       |       |
|  | Israel                           | 1                                | Israel (pro)                     | 3 |                  |                  |                        |                        |            |            |  |  |       |       |
|  | 31 de maio – La Plata            |                                  | Israel (pro)                     | 3 |                  |                  |                        |                        |            |            |  |  |       |       |
|  |                                  | Brasil                           | 2                                |   |                  |                  |                        |                        |            |            |  |  |       |       |
|  | Brasil                           | Brasil                           | 2                                | 4 |                  |                  |                        |                        |            |            |  |  |       |       |
|  | Brasil                           |                                  | 11 de junho – La Plata           | 4 |                  |                  |                        |                        |            |            |  |  |       |       |
|  | Tunísia                          | 1                                |                                  |   |                  |                  |                        |                        |            |            |  |  |       |       |
|  | Tunísia                          | 1                                | Uruguai                          | 1 |                  |                  |                        |                        |            |            |  |  |       |       |
|  | 31 de maio – San Juan            |                                  | Uruguai                          | 1 |                  |                  |                        |                        |            |            |  |  |       |       |
|  |                                  | Itália                           | 0                                |   |                  |                  |                        |                        |            |            |  |  |       |       |
|  | Colômbia                         | Itália                           | 0                                | 5 |                  |                  |                        |                        |            |            |  |  |       |       |
|  | Colômbia                         | 3 de junho – San Juan            |                                  | 5 |                  |                  |                        |                        |            |            |  |  |       |       |
|  | Eslováquia                       | 1                                |                                  |   |                  |                  |                        |                        |            |            |  |  |       |       |
|  | Eslováquia                       | 1                                | Colômbia                         | 1 |                  |                  |                        |                        |            |            |  |  |       |       |
|  | 31 de maio – La Plata            |                                  | Colômbia                         | 1 |                  |                  |                        |                        |            |            |  |  |       |       |
|  |                                  | Itália                           | 3                                |   |                  |                  |                        |                        |            |            |  |  |       |       |
|  | Inglaterra                       | Itália                           | 3                                | 1 |                  |                  |                        |                        |            |            |  |  |       |       |
|  | Inglaterra                       |                                  | 8 de junho – La Plata            | 1 |                  |                  |                        |                        |            |            |  |  |       |       |
|  | Itália                           | 2                                |                                  |   |                  |                  |                        |                        |            |            |  |  |       |       |
|  | Itália                           | 2                                | Itália                           | 2 |                  |                  |                        |                        |            |            |  |  |       |       |
|  | 1 de junho – Santiago del Estero |                                  | Itália                           | 2 |                  |                  |                        |                        |            |            |  |  |       |       |
|  |                                  | Coreia do Sul                    | 1                                |   | Terceiro lugar   | Terceiro lugar   |                        |                        |            |            |  |  |       |       |
|  | Equador                          | Coreia do Sul                    | 1                                | 2 | Terceiro lugar   | Terceiro lugar   |                        |                        |            |            |  |  |       |       |
|  | Equador                          | 4 de junho – Santiago del Estero | 4 de junho – Santiago del Estero | 2 |                  |                  | 11 de junho – La Plata | 11 de junho – La Plata |            |            |  |  |       |       |
|  | Coreia do Sul                    | 4 de junho – Santiago del Estero | 4 de junho – Santiago del Estero | 3 |                  |                  | 11 de junho – La Plata | 11 de junho – La Plata |            |            |  |  |       |       |
|  | Coreia do Sul                    | Coreia do Sul (pro)              | 1                                | 3 | Israel           | 3                |                        |                        |            |            |  |  |       |       |
|  | 31 de maio – San Juan            | Coreia do Sul (pro)              | 1                                |   | Israel           | 3                |                        |                        |            |            |  |  |       |       |
|  |                                  | Nigéria                          | 0                                |   | Coreia do Sul    | 1                |                        |                        |            |            |  |  |       |       |
|  | Argentina                        | Nigéria                          | 0                                | 0 | Coreia do Sul    | 1                |                        |                        |            |            |  |  |       |       |
|  | Argentina                        |                                  |                                  | 0 |                  |                  |                        |                        |            |            |  |  |       |       |
|  | Nigéria                          | 2                                |                                  |   |                  |                  |                        |                        |            |            |  |  |       |       |
|  | Nigéria                          | 2                                |                                  |   |                  |                  |                        |                        |            |            |  |  |       |       |

### Oitavas de final
| 30 de maio | Estados Unidos                                 | 4 – 0     | Nova Zelândia | Estádio Malvinas Argentinas, Mendoza       |
| 14:30      | Wolff 14' · Cowell 61' · Che 75' · Pukštas 82' | Relatório |               | Público: 7 848 Árbitro: EGY Mohamed Marouf |

| 30 de maio | Uzbequistão | 0 – 1     | Israel         | Estádio Malvinas Argentinas, Mendoza     |
| 18:00      |             | Relatório | Khalaili 90+7' | Público: 10 492 Árbitro: ARG Yael Falcón |

| 31 de maio | Brasil                                                                         | 4 – 1     | Tunísia        | Estádio Ciudad de La Plata, La Plata         |
| 14:30      | Marcos Leonardo 11' (pen.) · Andrey Santos 31', 90+10' · Matheus Martins 90+1' | Relatório | Ghorbel 90+13' | Público: 9 175 Árbitro: TUR Halil Umut Meler |

| 31 de maio | Colômbia                                          | 5 – 1     | Eslováquia | Estádio del Bicentenario, San Juan            |
| 14:30      | Cortés 48', 90+4' · Asprilla 50' · Ángel 52', 63' | Relatório | Jambor 87' | Público: 4 630 Árbitro: KSA Mohammed Al-Hoish |

| 31 de maio | Inglaterra | 1 – 2     | Itália                           | Estádio Ciudad de La Plata, La Plata      |
| 18:00      | Devine 24' | Relatório | Baldanzi 8' · Casadei 87' (pen.) | Público: 12 832 Árbitro: BRA Ramon Abatti |

| 31 de maio | Argentina | 0 – 2     | Nigéria                    | Estádio del Bicentenario, San Juan        |
| 18:00      |           | Relatório | Muhammad 61' · Sarki 90+1' | Público: 27 179 Árbitro: SWE Glenn Nyberg |

| 1 de junho | Gâmbia | 0 – 1     | Uruguai    | Estádio Único, Santiago del Estero            |
| 14:30      |        | Relatório | Duarte 65' | Público: 7 644 Árbitro: FRA François Letexier |

| 1 de junho | Equador                         | 2 – 3     | Coreia do Sul                                             | Estádio Único, Santiago del Estero         |
| 18:00      | Cuero 36' (pen.) · González 84' | Relatório | Lee Young-jun 11' · Bae Joon-ho 19' · Choi Seok-hyeon 48' | Público: 12 492 Árbitro: JAM Oshane Nation |

### Quartas de final
| 3 de junho | Israel                                      | 3 – 2 (pro) | Brasil                                       | Estádio del Bicentenario, San Juan                |
| 14:30      | Khalaili 60' · Shibli 93' · Turgeman 105+3' | Relatório   | Marcos Leonardo 56' · Matheus Nascimento 91' | Público: 1 765 Árbitro: CRC Juan Gabriel Calderón |

| 3 de junho | Colômbia   | 1 – 3     | Itália                                   | Estádio del Bicentenario, San Juan        |
| 18:00      | Torres 49' | Relatório | Casadei 9' · Baldanzi 38' · Esposito 46' | Público: 3 167 Árbitro: QAT Salman Falahi |

| 4 de junho | Coreia do Sul       | 1 – 0 (pro) | Nigéria | Estádio Único, Santiago del Estero              |
| 14:30      | Choi Seok-hyeon 95' | Relatório   |         | Público: 10 298 Árbitro: ESP José María Sánchez |

| 4 de junho | Estados Unidos | 0 – 2     | Uruguai                        | Estádio Único, Santiago del Estero            |
| 18:00      |                | Relatório | Duarte 21' · Wynder 56' (g.c.) | Público: 18 474 Árbitro: NED Serdar Gözübüyük |

### Semifinais
| 8 de junho | Uruguai    | 1 – 0     | Israel | Estádio Ciudad de La Plata, La Plata            |
| 14:30      | Duarte 61' | Relatório |        | Público: 27 860 Árbitro: ESP José María Sánchez |

| 8 de junho | Itália                    | 2 – 1     | Coreia do Sul            | Estádio Ciudad de La Plata, La Plata     |
| 18:00      | Casadei 14' · Pafundi 86' | Relatório | Lee Seung-won 23' (pen.) | Público: 20 998 Árbitro: ARG Yael Falcón |

### Disputa pelo terceiro lugar
| 11 de junho | Israel                                   | 3 – 1     | Coreia do Sul            | Estádio Ciudad de La Plata, La Plata      |
| 14:30       | Binyamin 19' · Senior 76' · Khalaili 85' | Relatório | Lee Seung-won 24' (pen.) | Público: 15 327 Árbitro: BRA Ramon Abatti |

### Final
| 11 de junho | Uruguai          | 1 – 0     | Itália | Estádio Ciudad de La Plata, La Plata      |
| 18:00       | L. Rodríguez 86' | Relatório |        | Público: 38 297 Árbitro: SWE Glenn Nyberg |

## Premiação
| Copa do Mundo FIFA Sub-20 de 2023 |
| Uruguai                           |
| --------------------------------- |
| URUGUAI Campeão (1º título)       |

Os seguintes prêmios individuais foram atribuídos após a conclusão do torneio:
| Bola de Ouro               | Bola de Prata       | Bola de Bronze     |
| -------------------------- | ------------------- | ------------------ |
| ITA Cesare Casadei         | URU Alan Matturro   | KOR Lee Seung-won  |
| Chuteira de Ouro           | Chuteira de Prata   | Chuteira de Bronze |
| ITA Cesare Casadei         | BRA Marcos Leonardo | COL Óscar Cortés   |
| Luva de Ouro               |                     |                    |
| ITA Sebastiano Desplanches |                     |                    |
| Troféu FIFA Fair Play      |                     |                    |
| Estados Unidos             |                     |                    |

## Estatísticas

### Artilharia
7 gols (1)
- ITA Cesare Casadei

5 gols (1)
- BRA Marcos Leonardo

4 gols (2)
- COL Óscar Manuel Cortés
- ECU Justin Cuero

3 gols (7)
- ARG Alejo Véliz
- COL Tomás Ángel
- FRA Alan Virginius
- ISR Anan Khalaili
- KOR Lee Seung-won
- URU Anderson Duarte
- USA Cade Cowell

2 gols (21)
- ARG Luka Romero
- BRA Andrey Santos
- BRA Jean Pedroso
- BRA Matheus Martins
- COL Yáser Asprilla
- ECU Alan Minda
- ECU Cristhoper Zambrano
- ECU José Klinger
- ENG Alfie Devine
- GAM Adama Bojang
- ISR Dor Turgeman
- ISR Omer Senior
- ITA Tommaso Baldanzi
- KOR Choi Seok-hyeon
- KOR Lee Young-jun
- SVK Máté Szolgai
- SVK Timotej Jambor
- TUN Mahmoud Ghorbel
- URU Franco González
- URU Matías Abaldo
- UZB Shakhzodjon Nematjonov

1 gol (66)
- ARG Brian Aguirre
- ARG Gino Infantino
- ARG Ignacio Maestro Puch
- ARG Máximo Perrone
- ARG Valentín Carboni
- BRA Giovane
- BRA Marlon Gomes
- BRA Marquinhos
- BRA Matheus Nascimento
- BRA Sávio
- COL Gustavo Puerta
- COL Jhojan Torres
- DOM Edison Azcona
- ECU Kendry Páez
- ECU Sebastián González
- ECU Tommy Chamba
- ENG Bashir Humphreys
- ENG Darko Gyabi
- ENG Dane Scarlett
- FRA Félix Nzouango
- FRA Wilson Odobert
- GAM Mamin Sanyang
- HON David Ochoa
- HON Isaac Castillo
- HON Marco Aceituno
- HON Odín Ramos
- ISR Hamza Shibli
- ISR Ran Binyamin
- ISR Roy Navi
- ITA Francesco Pio Esposito
- ITA Giuseppe Ambrosino
- ITA Matteo Prati
- ITA Simone Pafundi
- JPN Isa Sakamoto
- JPN Kuryu Matsuki
- JPN Riku Yamane
- KOR Bae Joon-ho
- KOR Kim Yong-hak
- KOR Park Seung-ho
- NGA Ibrahim Muhammad
- NGA Jude Sunday
- NGA Rilwanu Sarki
- NGA Salim Fago Lawal
- NGA Samson Lawal
- NZL Jay Herdman
- NZL Benjamin Wallace
- NZL Norman Garbett
- SEN Mamadou Lamine Camara
- SEN Pape Demba Diop
- SVK Adam Gaži
- SVK Artur Gajdoš
- TUN Chaïm El Djebali
- TUN Youssef Snana
- URU Alan Matturro
- URU Andrés Ferrari
- URU Luciano Rodríguez
- USA Caleb Wiley
- USA Diego Luna
- USA Jonathan Gómez
- USA Justin Che
- USA Niko Tsakiris
- USA Owen Wolff
- USA Rokas Pukštas
- UZB Abbosbek Fayzullaev
- UZB Makhmudjon Makhamadjonov
- UZB Sherzod Esanov

Gols contra (5)
- DOM Guillermo de Peña (para a Nigéria)
- FRA Tanguy Zoukrou (para Gâmbia)
- IRQ Hussein Hassan (para o Uruguai)
- SEN Babacar N'Diaye (para Israel)
- USA Joshua Wynder (para o Uruguai)

### Maiores públicos
| N.º | Público | Mandante      | Placar | Visitante            | Estádio             | Data        | Rodada         |
| --- | ------- | ------------- | ------ | -------------------- | ------------------- | ----------- | -------------- |
| 1   | 38 297  | Uruguai       | 1–0    | Itália               | Ciudad de La Plata  | 11 de junho | Final          |
| 2   | 37 233  | Argentina     | 2–1    | Uzbequistão          | Único               | 20 de maio  | Fase de grupos |
| 3   | 37 033  | Argentina     | 3–0    | Guatemala            | Único               | 23 de maio  | Fase de grupos |
| 4   | 35 531  | Itália        | 3–2    | Brasil               | Malvinas Argentinas | 21 de maio  | Fase de grupos |
| 5   | 29 134  | Brasil        | 2–0    | Nigéria              | Ciudad de La Plata  | 27 de maio  | Fase de grupos |
| 6   | 27 860  | Uruguai       | 1–0    | Israel               | Ciudad de La Plata  | 8 de junho  | Semifinal      |
| 7   | 27 836  | Nova Zelândia | 0–5    | Argentina            | Bicentenario        | 26 de maio  | Fase de grupos |
| 8   | 27 231  | Uruguai       | 2–3    | Inglaterra           | Ciudad de La Plata  | 25 de maio  | Fase de grupos |
| 9   | 27 179  | Argentina     | 0–2    | Nigéria              | Bicentenario        | 31 de maio  | Oitavas        |
| 10  | 21 647  | Nigéria       | 2–1    | República Dominicana | Malvinas Argentinas | 21 de maio  | Fase de grupos |